# Adonis microcarpa
El renículo (Adonis microcarpa) es una planta anual de la familia de las ranunculáceas, cultivada sobre todo por sus delicadas flores de color amarillo. 

## Descripción
La planta tiene por lo general unos 15 cm de altura (puede llegar hasta 40-50 cm), con flores terminales, solitarias. Se diferencia de otras especies de Adonis en que sus pétalos son de color amarillo con una mancha oscura en la base (es muy raro encontrarlas de color rojo) y no poseen espolón. Las flores tienen cinco sépalos y anteras de color negro a violeta.
Es difícil su identificación si no contamos con los frutos, aquenios. En A. microcarpa éstos miden unos 3 mm, tienen el diente obtuso con pico corto y ancho de color negruzco.

Las hojas son segmentos que salen prácticamente desde la base, pinnados y glabros.
Distribución
De origen mediterráneo, hoy se la encuentra en la región de origen, en el norte de África y en el sudoeste de Australia, donde se la denomina ojo de faisán.
Hábitat
Crece en terrenos húmedos, pastizales, cultivos y barbechos. Para su uso en jardinería se cultiva en invernaderos.

## Taxonomía
Adonis microcarpa, fue descrita  por Augustin Pyrame de Candolle y publicado en Syst. Nat. 1: 223, en el año 1817.
BasónimoAdonis microcarpa DC. (en Regni vegetabilis systema naturale París, Estrasburgo, Londres desde 1817 hasta 1821, 2 vols.)
Etimología
Adonis: nombre genérico que según el Stearn's Dictionary of Plant Names dice: "La flor se supone que se ha originado a partir de la sangre de Adonis que fue corneado a muerte por un jabalí. Era amado por Afrodita y, según algunas versiones fue cortejado sin éxito. Adonis era considerado por los griegos como el dios de las plantas. Se creía que desaparecía  en el otoño y el invierno para volver a aparecer en la primavera y el verano. Para celebrar su regreso, los griegos adoptaron la costumbre semítica de hacer jardines de Adonis, que consistían en ollas de barro de semillas de rápido crecimiento".
microcarpa: epíteto latino que significa "con pequeños frutos".
Sinonimia
- Adonis aestivalis Link ex Webb & Berthel.
- Adonis aestivalis var. cupaniana Huth
- Adonis annua subsp. carinata Rchb.f.
- Adonis cretica (Huth) Imam, Chrtek & A.Slavíková
- Adonis dentata subsp. cretica (Huth) Riedl
- Adonis dentata var. microcarpa (DC.) Cout.
- Adonis dentata subsp. microcarpa (DC.) Riedl
- Adonis microcarpa var. cretica Huth

Nombres comunes
Castellano: adonis negro, gota de sangre, ojo de perdiz, renículo, renículos, reniculos.
Usos
Principalmente la jardinería. Son muy resistentes, y de floración en abril. Bancales por el color amarillo limón intenso y la delicadeza de sus flores, con anteras violetas.

## Imágenes

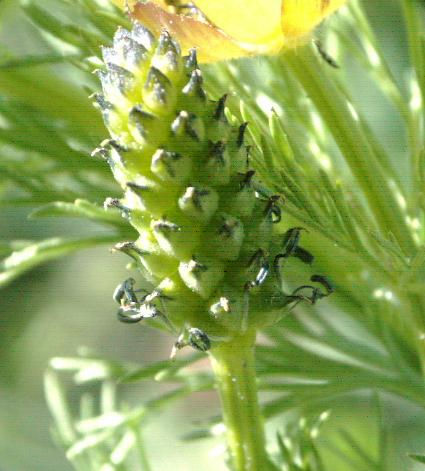
Poliaquenios
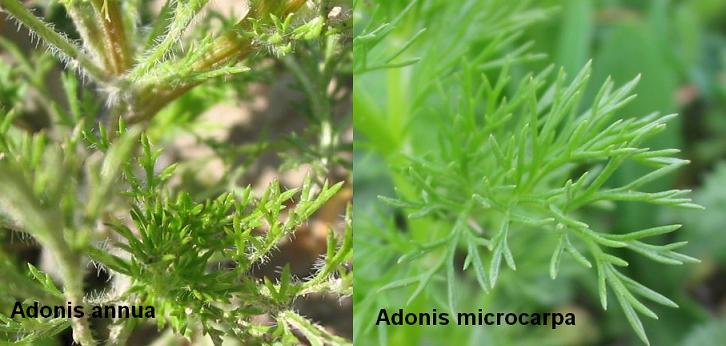
Comparación entre A. annua, con segmentos pubescentes, y A. microcarpa, que es glabra

Fotos realizadas en la reserva del Regajal-Mar de Ontígola en Aranjuez (Madrid) (X: 448662.05 Y: 4430393.27)